# Aeropuerto Internacional de San Bernardino
El Aeropuerto Internacional San Bernardino o San Bernardino International Airport (IATA: SBD, OACI: KSBD, FAA LID: SBD) es un aeropuerto público localizado a 2 millas (3 km) al sur este del centro de San Bernardino, en el Condado de San Bernardino, California, Estados Unidos. El aeropuerto tiene 1,329 acres (5 km²) y tiene una pista. Actualmente es un aeropuerto de carga y de aviación general localizado en el antiguo sitio de la Base de la Fuerza Aérea Norton. Una torre de control no federal (NFCT) inició operaciones el 9 de noviembre de 2008, operada en consorcio con SERCO company personal. La frecuencia de la nueva torre es 119.45. El Aeropuerto Internacional de San Bernardino fue la opción para Allegant Airlines mientras buscaba un aeropuerto en California como su sede o hub, pero decidieron escoger el Aeropuerto Internacional de Los Ángeles porque el Aeropuerto de San Bernardino estaba muy lejos del Océano Pacífico.

## Aerolíneas y destinos

### Pasajeros
| Aerolíneas     | Destinos             |
| -------------- | -------------------- |
| Breeze Airways | Provo, San Francisco |

### Carga
| Aerolíneas    | Destinos |
| ------------- | --- |
| ABX Air       | Allentown, Denver |
| Amazon Air    | Allentown, Austin, Charlotte, Chicago/Rockford, Cincinnati, Hartford, Honolulu, Houston–Intercontinental, Kansas City, Mineápolis, Nueva York–JFK, Seattle-Tacoma, San Luis, Spokane, Tampa |
| FedEx Express | Colorado Springs, Memphis, Wichita |
| UPS Airlines  | Chicago/Rockford, Dallas/Fort Worth, Denver, Fargo, Honolulu, Louisville, Oakland, Ontario, Portland (OR) Estacional: Kahului                                                               |